# Kremeljska ura
Kremeljska ura (rusko: Кремлёвские часы; Kremljovskije časi) ali Kremeljski zvon (rusko: Кремлёвские куранты; Kremljovskije kuranti), ki jo na Zahodu poznajo tudi kot Moskovski urni stolp, je zgodovinska ura na Odrešenikovem stolpu v Moskovskem kremlju. Številčniva ure je nad glavnimi vrati z Rdečega trga. Desetletja so zvonarji zvonili po četrt ure, zvonovi pa so zvonili vsako polno uro. 

## Stare ure
Po različnih zgodovinskih poročilih iz ustreznega članka o ruski Wikipediji je bila ura na Odrešenikovem stolpu zgrajena med letoma 1491 in 1585. Leta 1585 so bile ure v uporabi pri treh kremeljskih vratih, Odrešenikovih, na Tajniškem stolpu in na stolpu svete Trojice , ki ponazarja uporabo ur že v 16. stoletju. Omenjene so iz leta 1613–1614 tudi pri Nikolskem stolpu. Septembra 1624 so bile nekatere stare ure prodane samostanu v Jaroslavlju. 
Leta 1625 so pod vodstvom škotskega inženirja in izdelovalca ur Christopherja Gallowayja novo uro na Odrešenikovem stolpu dokončali ruski urarji Ždan, njegov sin Šumilo Ždanov in njegov vnuk Aleksej Šumilov. Trinajst zvonov za urni mehanizem je ulil kovač Kiril Samojlov. Ure so v požaru leta 1626 pogorele, kasneje jih je obnovil Galloway. Leta 1668 so bile ure pripravljene za ponovno predvajanje glasbe ob uri, sončnem vzhodu in sončnem zahodu z uporabo posebnih mehanizmov. 24-urna številčnica je bila označena s cirilskimi številkami. Visoke so bile približno 71 centimetrov (en aršin = 71,12 cm), ulite v medenino in prekrite z zlatimi lističi. Ura je imela na sredini številčnice sliko sonca z roko v obliki podolgovatega žarka svetlobe. Sončna slika je bila obešena z zgornjega dela obraza ure, ki je bil razdeljen na 17 enakih delov, kar ustreza 17-urni dnevni svetlobi v Moskvi na najdaljši dan v letu, poletnem solsticiju.

## Zgodovina
Leta 1706 so postavili novo uro. Na Nizozemskem jo je kupil Peter Veliki, s 30 vozovi so jo prepeljali iz Amsterdama v Moskvo, montiral pa jo je urar Ekim Garnov. Na licu ure je bil 12-urna številčnica. Nova ura je z nekaj prekinitvami služila vse do sredine 19. stoletja. Požar jo je poškodoval leta 1737,  obnovljena je bila šele leta 1767. Od leta 1770 je igrala nemško melodijo O, dragi Augustin. Med moskovskim požarom 1812 je bila ura spet poškodovana.
Sodobno kremeljsko uro so leta 1851 preuredili bratje Butenop.  Za bolj melodične melodije zvonjenja so iz stolpa svete Trojice in Borovickega stolpa odstranili 24 zvonov in jih preselili v Odrešenikov stolp. Večina obnovitvenih del na samem stolpu je potekala hkrati pod vodstvom arhitekta Gerasimova. Kovinska tla, stopnice in podstavek ure so izdelali po risbah ruskega arhitekta Konstantina Thona, oblikovalca cerkve  Kristusa Odrešenika. Od takrat naprej so zvonarji ob 12. in 6. uri igrali Marš Preobraženskega polka, ob 3. in 9. uri pa je himno Kako je slaven je naš Gospod v Sionu Dmitrija Bortnjanskega. Sprva je bila predlagana državna himna Bog čuvaj carja!, vendar jo je car Nikolaj I. Ruski prepovedal, češ da »zvonarji lahko predvajajo katero koli pesem, razen himne«. Leta 1913, za 300-letnico rodbine Romanov, je bila izvedena nova obnova ure.
2. novembra 1917 je med napadom boljševikov na Kremelj uro udarila granata in jo ustavila. Eden od kazalcev je bil zlomljen in mehanizem za nadzor vrtenja kazalcev poškodovan. Ura se je ustavila za skoraj leto dni. Avgust – september 1918 je uro popravil urar N. Behrens. Z velikimi težavami je bilo izdelano novo 32-kilogramsko nihalo iz pozlačenega svinca. Po naročilu nove vlade je bil umetnik in glasbenik Mihail Čeremnih zadolžen, da sestavi novo revolucionarno glasbo za uro. Internacionala se je igrala opoldne in Padeš žrtev ob polnoči.
Leta 1932 je bila ura Kremlja spet obnovljena. Nameščeno je bilo novo lice, natančna kopija originala. Platišče, številke in kazalca so bili pokriti z zlatom (28 kg zlata v vsem). Uporaba Internacionale je bila edina stvar, ki je ostala nespremenjena. Vendar so od leta 1938 zvonarji molčali in niso igrali melodij. Ura je preprosto udarila na uro in četrt ure, saj je posebna komisija prepoznala, da je zvok glasbenih zvonov postal nezadovoljiv, ker je bil mehanizem zvona obrabljen, sezonske zmrzali pa so močno motile zvok.
Leta 1941 so posebej za izvedbo Internacionale postavili poseben elektromehanski pogon in ga kasneje razstavili. Leta 1944 so bili v režiji Josipa Stalina neuspešni poskusi ponastavitve ure za igranje nove himne Sovjetske zveze.
Večja obnova zvonov in celotnega urnega mehanizma je bila izvedena leta 1974. Mehanizem so ustavili za 100 dni, ga popolnoma razstavili in obnovili, nadomestili so nekatere stare dele. Vendar je mehanizem glasbenih zvonov ostal neobnovljen.
Leta 1991 je plenum Centralnega komiteja sklenil, da nadaljuje delo na kremeljskih zvonovih, vendar se je izkazalo, da so trije zvonovi manjši od tistega, kar je bilo potrebno za sovjetsko državno himno. Ta težava se je ponovno pojavila leta 1995. Patriotska pesem Mihaila Glinke je bila sprejeta kot nova državna himna. Leta 1996, med inavguracijo Borisa Jelcina, je kremeljska ura po 58 letih molka še enkrat zaigrala napev. Ker ni bilo nekaj zvonov, potrebnih za izvedbo državne himne, so bili poleg zvonov nameščeni tudi kovinski ritmi. Opoldne in polnoči so zvonovi zaigrali Patriotsko pesem, ob vsaki tri ure pa so igrali melodijo zbora Slava, slava tebi, sveti Rus'! iz opere Življenje za carja (tudi Glinka). Zadnja večja sanacija je bila izvedena leta 1999 po šestmesečnem načrtovanju. kazalci in številke so bile ponovno pozlačene. Namesto Patriotske pesmi so zvonarji igrali novo državno himno Rusije, ki je bila sprejeta leta 2000.

## Tehnični podatki
Lice ure ima premer 6,12 metra in je nameščeno na vseh štirih straneh Odrešenikovega stolpa. Rimske številke so visoke 0,72 m. Dolžina urnega kazalca je 2,97 m, minutnega pa 3,27 m. Skupna teža ure in zvonov je 25 ton. Mehanizem poganjajo 3 uteži, ki tehtajo med 160 in 224 kilogrami. Natančnost doseže z nihalom, ki tehta 32 kg.
Prehod z zimskega na poletni čas se nastavi ročno. Zvonjenje izvajajo zvonovi, ki so na vrhu stolpa, tik nad uro.
Skrivnost Kremeljske ure dobesedno leži pod nogami. Ura je povezana s kontrolno uro na astronomskem inštitutu Sternberg preko kabla.

### Zvonovi
Melodija, ki jo je slišati udari enkrat v prvi četrtini, dvakrat ob pol in trikrat v tretji četrtini ure. Melodija se v polni uri predvaja štirikrat, sledijo pa posamezni gongi glede na uro dneva. Po tem se včasih igra dodatna melodija. Običajno se po glavni melodiji in odbitju ure predvaja dodaten napev, običajno vsake tri ure. Melodija naj bi bila znana kot Malinovski zvončki.
Opoldne, opolnoči, ob 6. in 18. uri igrajo zvončki po urnih udarcih kratek odlomek iz državne himne, ob 3. uri, 9.00, 15.00 in 21.00 pa igrajo melodijo zbora Slava iz Glinkine opere Življenje za carja. Ura se nastavi dvakrat na dan. Prvotna ura se je navijala ročno, vendar je bila od leta 1937 preurejena s pomočjo treh elektromotorjev.
Pred sprejetjem državne himne Ruske federacije leta 2000 so zvonci v 1990-ih predvajali odlomek Patriotičeskaja Pesnja.